# Geely GC5
Geely GC5 — це компактні автомобілі що представлені компанією Geely. На внутрішньому китайському ринку автомобіль продається під маркою Englon SC5-RV. В оснащення Geely GC5 отримає 1.5L двигун, що виробляє 94 к.с. і 128 Нм крутного моменту при 3400 об/хв, і 5-ступінчасту коробку передач. Можливо, що Geely GC5 буде предаставлений і з 1.3L двигуном, потужність якого складе 86 к.с., крутний момент 110 Нм.
На основі хетчбека Geely GC5 в Китаї виготовляється кросовер Englon SX5.

## Двигуни

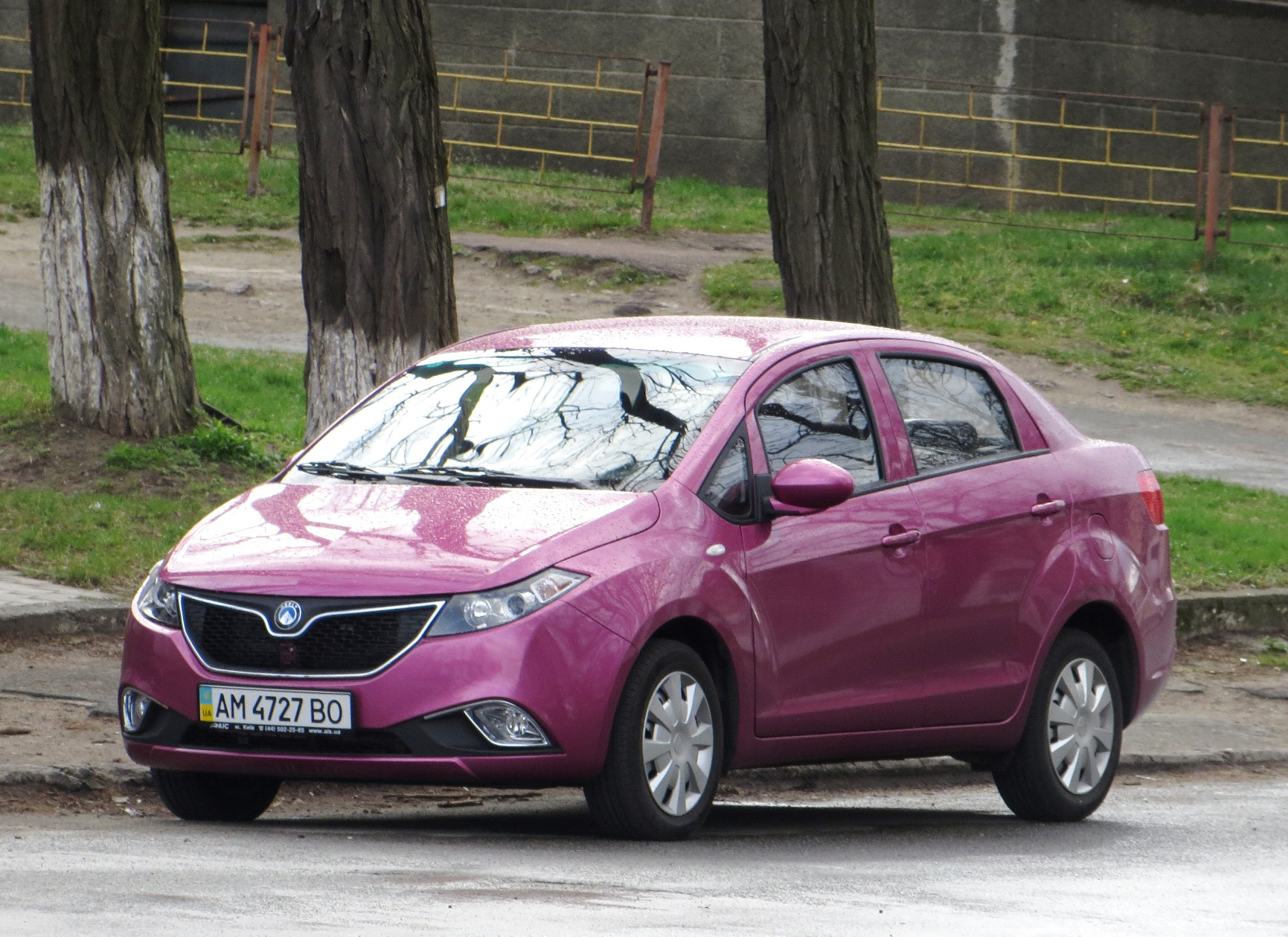
Geely GC5

| Індекс        | Модель двигуна | Об'єм    | Клапани/ГРМ | Потужність при об/хв   | Крутний момент при об/хв | Примітки          | Роки випуску |
| ------------- | -------------- | -------- | ----------- | ---------------------- | ------------------------ | ----------------- | ------------ |
| Бензиновий Р4 |                |          |             |                        |                          |                   |              |
| 1,3i          | ?              | 1342 см³ | 16/SOHC     | 86 к.с. (63 кВт)/6000  | 110 Нм/5200              |                   |              |
| 1,5i          | MR479QA        | 1498 см³ | 16/SOHC     | 94 к.с. (69 кВт)/6000  | 128 Нм/3400              |                   | з 2010       |
| 1,5i          | MR479QA        | 1498 см³ | 16/SOHC     | 106 к.с. (79 кВт)/6200 | 128 Нм/3400              | Для ринку України |              |